# 克羅皮夫內 (塔拉拉伊夫卡市鎮)
50°58′59″N 31°50′37″E / 50.98306°N 31.84361°E
克羅皮夫內（羅馬化：Kropyvne）是烏克蘭北部切爾尼希夫州尼任區的村莊。該村始建於1650年，面積1.32平方公里，海拔高度119米，2024年人口542，人口密度每平方公里490.9人。